# إدارة كونسيبسيون

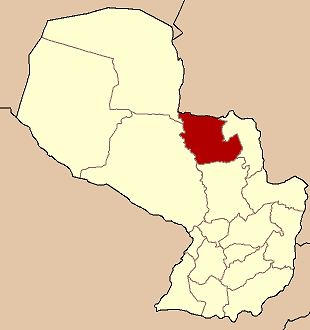

إدارة كونسيبسيون (بالإسبانية: Concepción)‏ هي إحدى إدارات باراغواي. تبلغ مساحتها 18,051 كم2 (35,394 ميل مربع). عدد السكان فيها 180,277 (احصاء 2002). عاصمة الإدارة هي كونسيبسيون. في الصيف ترتفع درجة الحرارة لتصبح 39º درجة مئوية.